# Тучево (Рамешковский район)
Ту́чево — деревня в Рамешковском районе Тверской области. Относится к сельскому поселению Никольское.
Находится в 18 километрах к юго-западу от районного центра Рамешки, в 3 километрах от села Никольское, на автодороге «Рамешки—Замытье—Никольское—Вырец».
Расположено на правом берегу реки Тресна, притоке Медведицы. Через реку — деревня Константиново.
К юго-востоку от деревни находится болотный массив Святинский Мох с озером Святое (4 км от деревни).
По данным переписи 2002 года в деревне 28 жителей (16 мужчин, 12 женщин), русские и карелы.
На 1.1.2013 в Тучево 11 постоянных хозяйственных единиц, 41 постоянный житель, в том числе 36 зарегистрированных по месту жительства.

## История
Деревня Тучево в XVI веке, судя по писцовой книге Ласкирева (1545 год), называлась Стучево. Ещё раньше, по преданию, Стучево-Тучево было селом (была церковь), в нём стояла новгородская дружина, охранявшая границу Новгородских земель с Тверским княжеством и торговую дорогу с Нового Торга (Торжок) на Бежецкий Верх.
В 1859 году в деревне Тучево 45 дворов 293 жителя (125 мужчин, 168 женщин)переписи 1989 года, крепостные крестьяне на барщине и оброке помещика Зиновьева, который проживал в Петербурге.
В конце XIX-начале XX века деревня относилась к Никольскому приходу Замытской волости Бежецкого уезда Тверской губернии. В 1887 году здесь 60 дворов, 299 жителей, бывшие помещичьи крестьяне. Грамотных 18 человек, учащихся 8. В деревне было 4 семьи с 8 нищими.
Большинство семей (50 из 60) с 1 работником и 8 с 2 работниками. Душевых земельных наделов в полях, принадлежащих деревне, было 128, всего пашни 308 десятин, сенокоса 297 десятин, дровяного леса 42 десятины, неудобной земли — 14 десятин. На один душевой надел приходилось 4,5 десятины, на одно хозяйство 11,6 десятин. Крестьяне арендовали 162 десятины покоса. В деревне содержалось 74 лошади, 14 жеребят, 198 голов крупного рогатого скота, 120 овец. 23 семьи не имели лошади, 23 семьи имели одну лошадь и 24 семьи — 2 лошади. На песчаных почвах с глинистой подпочвой получали урожаи: ржи — 6 четвертей, овса — 3 четверти, ячменя — 4 четверти и льна — 3 четверти. Накашивали сена в пудах 6400, с арендованных покосов — 7360 пудов.
В 13 семьях 16 мужчин и 6 женщин занимались местными промыслами (ткачество, плотницкий, столярный, кузнечный и др.). В 22 семьях 28 мужчин и 10 женщин занимались отхожими промыслами (печники, торговцы красным товаром, землекопы, женщины — в няньках, в работницах и др.). В деревне в это время были кузница, ветряная мельница, а водяной мельницей владели совместно с жителями деревни Константиново. Жители держали 2 лавки (в двух каменных домах), две чайные. Всего в деревне было 74 жилых и 273 нежилых постройки.
В 1892 году, в результате удара молнии и возникшего пожара, выгорели сразу две рядом расположенных деревни, Тучево и Константиново.
После установления Советской власти, в 1918 году создан Тучевский Сельский Совет, куда входили деревни Тучево, Григорово, Сырково, Язвица; работал комитет бедноты. В годы НЭПа в деревне стала работать трикотажная мастерская с вязальными машинами, была налажена выделка кож и овчин, построена красильня, совместно с жителями д. Константиново установлен электродвигатель, который работал на нефтяном топливе и давал свет в дома. Открылись магазины и пекарня. В 1931 году создана сельскохозяйственная артель «Верный путь». Имелись школа первой ступени, где занятия велись на карельском языке, народный дом, изба-читальня, ячейка ВКП(б) и ВЛКСМ, работали мельницы водяная и ветряная. В 1936 году в Тучеве было 82 хозяйства (292 жителя), в колхозе 38 хозяйств (185 жителей). В 1939 году после упразднения Карельского сельского совета в Тучевский сельсовет вошли село Никольское, деревни Филиха, Шеломец. Центром Тучевского сельсовета Рамешковского района Калининской области стало село Никольское.
Во время Великой Отечественной войны большинство мужчин призвано в армию, на фронтах погибли 28 жителей деревни. На полях женщины пахали на быках, боронили примитивными боронами (сукастыми бревнами). Молодые женщины и подростки работали на лесозаготовках, на рытье окопов под Селижарово, Оленино, Ржевом. В октябре-декабре 1941 года в Тучево размещался штаб 31 армии Калининского фронта.
В 1950 году колхоз объединился с никольским «Заветы Ильича», а позднее, в 1965 году он преобразован в совхоз «Тучевский» (дирекция в Никольском). В 1960-70-е годы в Тучеве были школа, большой клуб (был известен в области своим художественным коллективом), детсад, медпункт, трикотажная мастерская, пекарня, пожарный сарай. По переписи 1989 года в Тучеве проживало 54 человека (16 мужчин, 38 женщин), из них карел 55 %, русских 38 %. На 1 января 1998 года в 13 дворах проживало 28 человек. После ликвидации совхоза в 1996 году, бывшее совхозное хозяйство разрушается, земли не пашутся, зарастают бурьяном, жители занимаются личным подсобным хозяйством (скот, огород, лесная продукция).
На 1 января 2001 года в деревне 12 домов, в них постоянно проживали 27 человек, 16 домов — собственность наследников и дачников.